# Miss Monde 1966
Miss Monde 1966, est la 16e élection de Miss Monde, qui s'est déroulée au Lyceum Theatre de Londres, au Royaume-Uni, le 17 novembre 1966.
La lauréate du concours est l'indienne Reita Faria. Elle a été couronnée par la britannique Lesley Langley, Miss Monde 1965. Elle est la première indienne ainsi que la première asiatique à remporter le titre de Miss Monde.

## Résultats
| Résultat Final  | Candidates |
| --------------- | --- |
| Miss Monde 1966 | - Inde - Reita Faria |
| 1re dauphine    | - Yougoslavie - Nikica Marinović |
| 2e dauphine     | - Grèce - Efi Fontini Plumbi |
| 3e Dauphine     | - Brésil - Marlucci Rocha |
| 4e dauphine     | - Italie - Gigliola Carbonara |
| Top 7           | - États-Unis - Denice Estelle Blair - Norvège - Birgit Andersen |
| Top 15          | - Afrique du Sud - Johanna Carter - Allemagne - Jutta Danske - Argentine - Graciela Guardone - Canada - Diane Coulter - France - Michèle Boulé - Guyana - Umblita Sluytman - République dominicaine - Jeanette Montes - Royaume-Uni - Jennifer Summers |

## Candidates

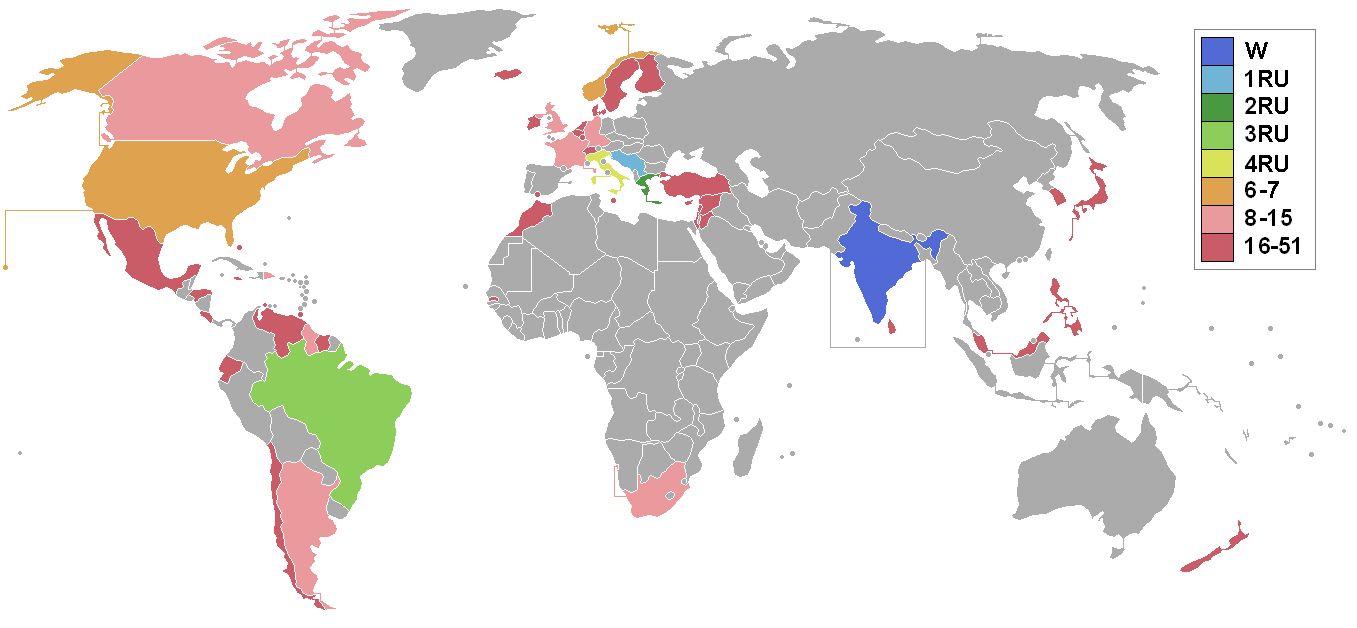
Pays des participantes et résultats

- Afrique du Sud - Johanna Maud Carter
- Allemagne - Jutta Danske
- Argentine - Graciela Guardone
- Aruba - Reina Patricia Hernandez
- Bahamas - Dorothy Cooper
- Belgique - Mireille de Man
- Brésil - Marlucci Manvailler Rocha
- Canada - Diane Coulter
- Ceylon - Priscilla Martensyn
- Chili - Amelia Galaz
- Chypre - Annoula Alvaliotou
- Corée - Chung Eul-sun
- Costa Rica - Sonia Mora
- Danemark - Irene Poller Hansen
- Équateur - Alejandra Vallejo Klaere
- États-Unis - Denice Estelle Blair
- Finlande - Marita Gellman
- France - Michèle Boulé
- Gambie - Oumie Barry
- Gibraltar - Grace Valverde
- Grèce - Efi Fontini Ploumbi
- Guyana - Umblita van Sluytman
- Pays-Bas - Anneke Geerts
- Honduras - Danira Miralda Buines
- Inde - Reita Faria
- Irlande - Helen McMahon
- Islande - Auður Harðardóttir
- Israël - Segula Gohr
- Italie - Gigliola Carbonara
- Jamaïque - Yvonne Walter
- Japon - Harumi Kobayashi
- Jordanie - Vera Jalil Khamis
- Liban - Marlene Talih
- Luxembourg - Mariette Sophie Stephano
- Malaisie - Merlyn Therese McKelvie
- Malte - Monica Sunnura
- Maroc - Naima Naim
- Mexique - María Cecilia González DuPree
- Norvège - Birgit Andersen
- Nouvelle-Zélande - Heather Gettings
- Philippines - Vivien Lee Austria
- Suède - Ingrid Anna Andersson
- Suisse - Janine Solliner
- Syrie - Feryelle Jalal
- Suriname - Linda Haselhoef
- Trinité-et-Tobago - Diane DeFreitas
- Turquie - Inci Asena
- République dominicaine - Jeanette Dotel Montes de Oca
- Royaume-Uni - Jennifer Lowe Summers
- Venezuela - Jeannette Kopp Arenas
- Yougoslavie - Nikica Marinović

## À propos des pays participants

### Débuts
- Bahamas
- Guyane
- Philippines
- République dominicaine
- Trinité-et-Tobago
- Yougoslavie

### Retours
Dernière participation en 1956
- Suisse

Dernière participation en 1960
- Norvège

Dernière participation en 1962
- Inde

Dernière participation en 1963
- Chili
- Mexique

Dernière participation en 1964
- Aruba
- Turquie

### Désistements
- Australie
- Autriche
- Bolivie
- Colombie - María Estela Sáenz Calero
- Espagne - Paquita Torres Pérez a abandonné la compétition, refusant la présence de Miss Gibraltar.
- Liberia
- Nicaragua
- Nigeria - Uzor Okafor a été disqualifié quand les organisateurs de Miss Nigeria ont appris qu'elle était mariée.
- Pérou
- Rhodésie
- Tahiti
- Tunisie
- Uruguay - Susana Regeden